# A Little Thing Called Love (película)
A Little Thing Called Love o Una pequeña cosa llamada amor en español es una película Romántica Tailandesa del 2010.

## Sinopsis
Una pequeña cosa llamada amor es una comedia romántica la cual habla sobre la amistad, el primer amor, la escuela y tristeza de un grupo de chicos adolescentes. Nam es una chica alegre y llena de sonrisas pero con un gran problema, según la gente e incluso ella piensan que es el patito feo de la familia ya que su madre y hermana son hermosas, lo cual le tenía sin cuidado hasta que cuando entra a la secundaria se enamora del chico más guapo de toda su escuela Shone, por lo cual se decide a conquistarlo. Por lo que Nam y sus tres amigas se embarcan en una aventura en la cual buscaran el amor, mantener su amistad y sobre todo aguantar la presión de ser una adolescente y tomar la responsabilidad de sus decisiones y como estas afectaran su futuro.

## Elenco
- Pimchanok Leuwisedpaiboon Nam
- Mario Maurer Shone
- Acharanat Ariyaritwikol Top

- Datos: Q1100224